# Alacsonybedobó

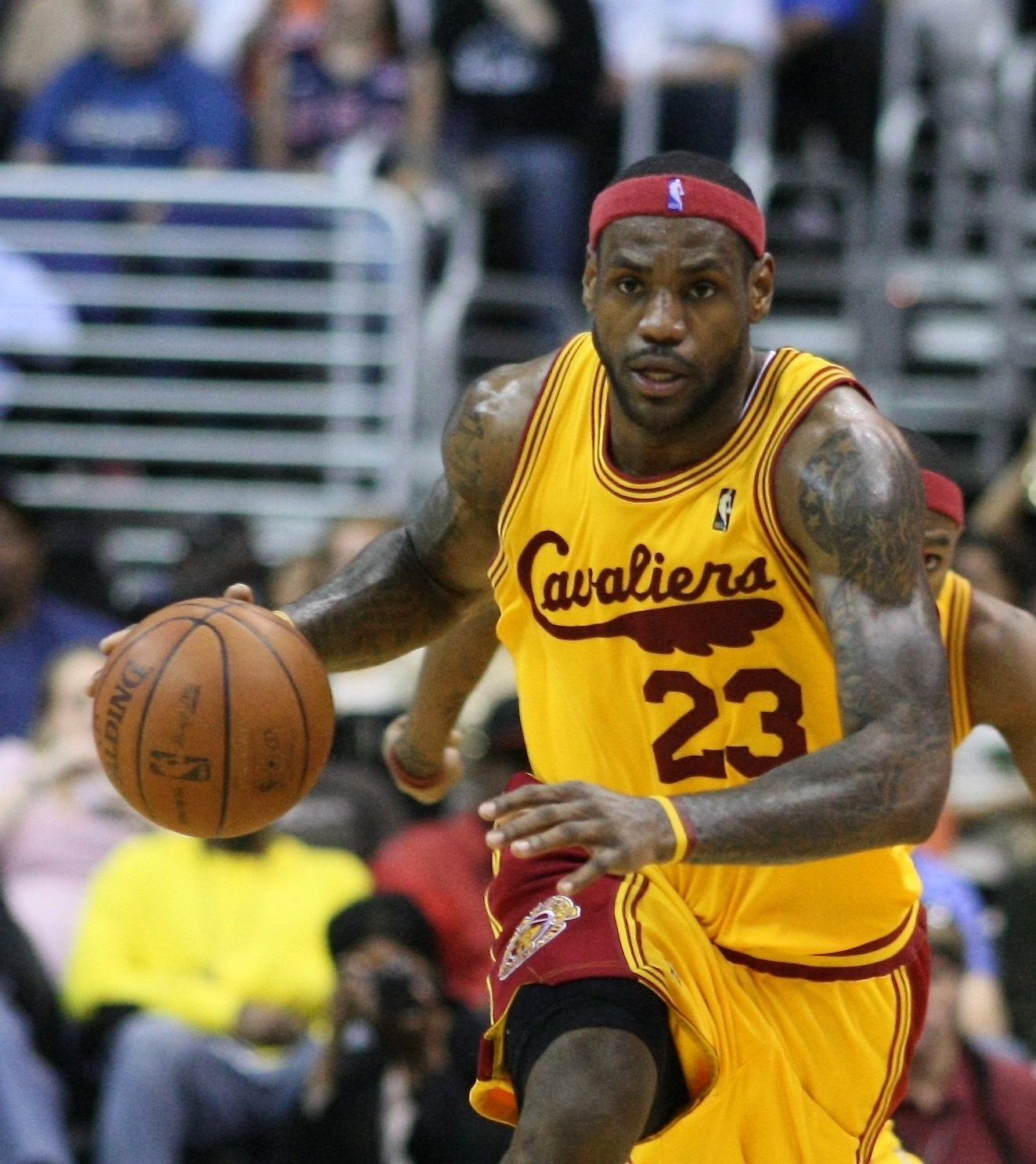
LeBron James, minden idők egyik legjobb alacsonybedobója a Cleveland Cavaliers színeiben

Az alacsonybedobó vagy kiscsatár (small forward - SF) a hármas számú pozíció a kosárlabdában. Általában alacsonyabbak és fürgébbek, mint az erőcsatárok, de magasabbak és erősebbek a két védő pozíciónál (irányító, dobóhátvéd).
Az kiscsatár általában a legsokoldalúbb játékos a pályán. Fontosabb feladataik közé tartozik a pontszerzés és a védekezés, illetve általában a harmadik számú lepattanó szerzők a csapatban. Az NBA-ben a magasságuk 198 cm és 208 cm között van, míg a WNBA-ben 183 cm és 188 cm között.
Pontszerzési képességeik nagyban váltakoznak. Sok alacsonybedobó hatékony dobó játékos, míg mások fizikálisabban játszanak, vagy betörnek a büntetőterületre. Azon játékosok, akik ismert védekező kiscsatárok, méretüket, gyorsaságukat és erejüket használják, hogy a legtöbb pozíciót levédekezzék a pályán.
A Naismith Memorial Basketball Hall of Fame-be beiktatott kiscsatárok közé tartozik Julius Erving, Larry Bird, James Worthy, Elgin Baylor, Scottie Pippen, Dominique Wilkins, Rick Barry, Cheryl Miller és Sheryl Swoopes. Jelenleg a legjobb alacsonybedobók közé tartozik LeBron James, Kawhi Leonard és Jimmy Butler.